# Szaghat
Szaghat – wieś w Armenii, w prowincji Sjunik. W 2011 roku liczyła 969 mieszkańców.